# 清家卓也
清家 卓也（せいけ たくや、1996年10月3日 - ）は、宮崎県出身のハンドボール選手。日本ハンドボールリーグのトヨタ紡織九州所属。

## 経歴
宮崎県立延岡工業高等学校時代は2014年に第6回男子ユースアジア選手権の日本代表U-19に選出された。
高校卒業後は福岡大学へ進学。2017年は九州学生ハンドボールリーグ春季大会で優秀選手に選出。秋季大会でも優秀選手に選ばれた。
2018年は九州学生ハンドボールリーグ春季大会で3季連続となる優秀選手に選出。
2019年に日本ハンドボールリーグのトヨタ紡織九州へ加入。

## 詳細情報

### 背番号
- 21 (2019年 - )

## 代表歴

### 日本代表U-19
- ユースアジア選手権 (2014年)